# Liang Guanglie

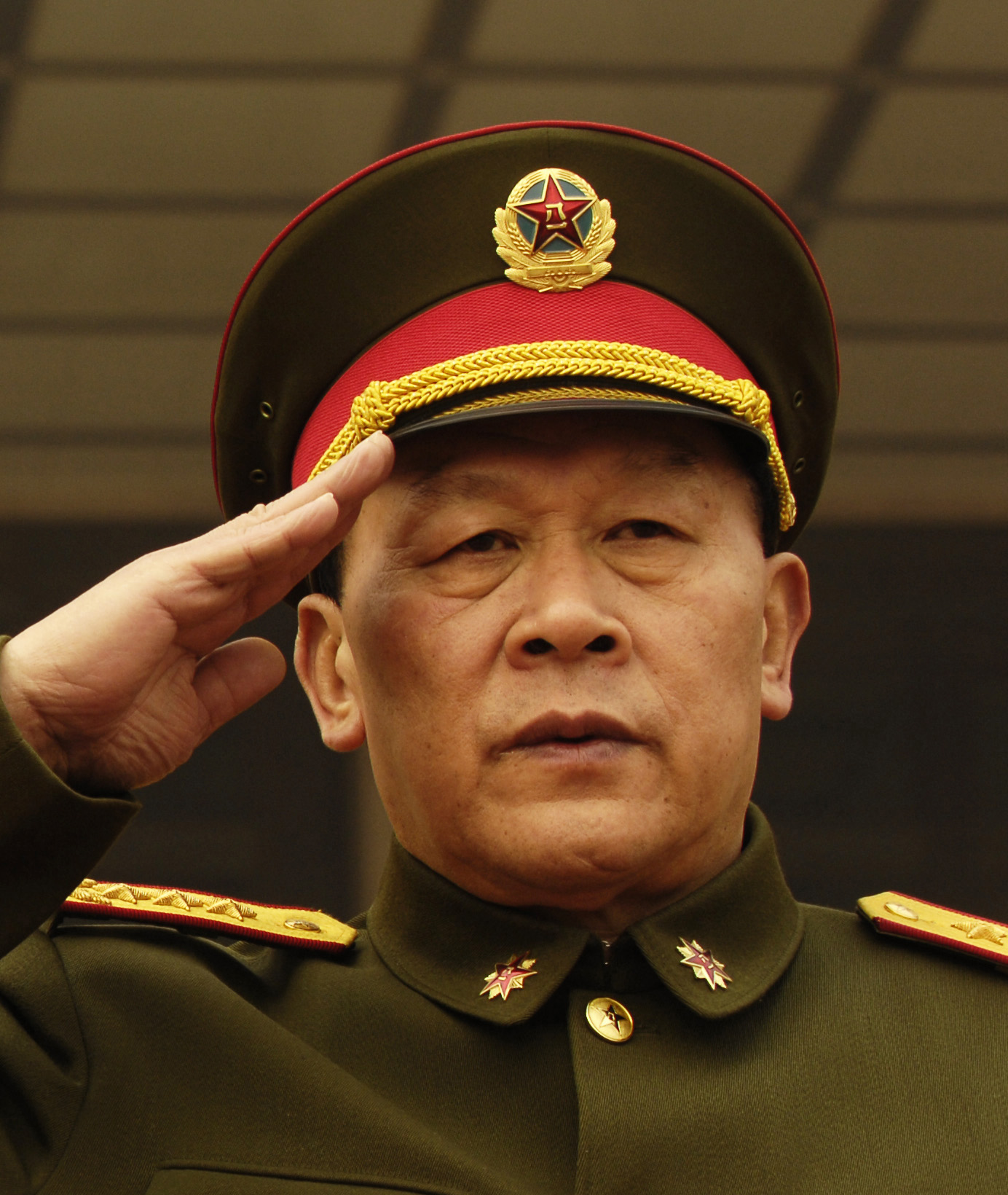
Liang Guanglie (2007)

Liang Guanglie (chinesisch 梁光烈; * Dezember 1940 in Santai; † 12. November 2024 in Peking) war ein chinesischer General und Politiker.
Liang trat 1958 der Armee bei. Er war von Dezember 1993 bis Juli 1995 Stabschef der militärischen Region Peking. Von Dezember 1997 bis Dezember 1999 war er Kommandant in der Region Shenyang und von Dezember 1999 bis November 2002 in Nanjing.
Von 2002 bis 2007 war er Chef des Generalstabs der Volksbefreiungsarmee, anschließend von 2008 bis 2013 Verteidigungsminister der Volksrepublik China und Mitglied der Zentralen Militärkommission. Ab 2013 gehörte er nicht mehr dem Zentralkomitee der KPCh an.